# State Quarters

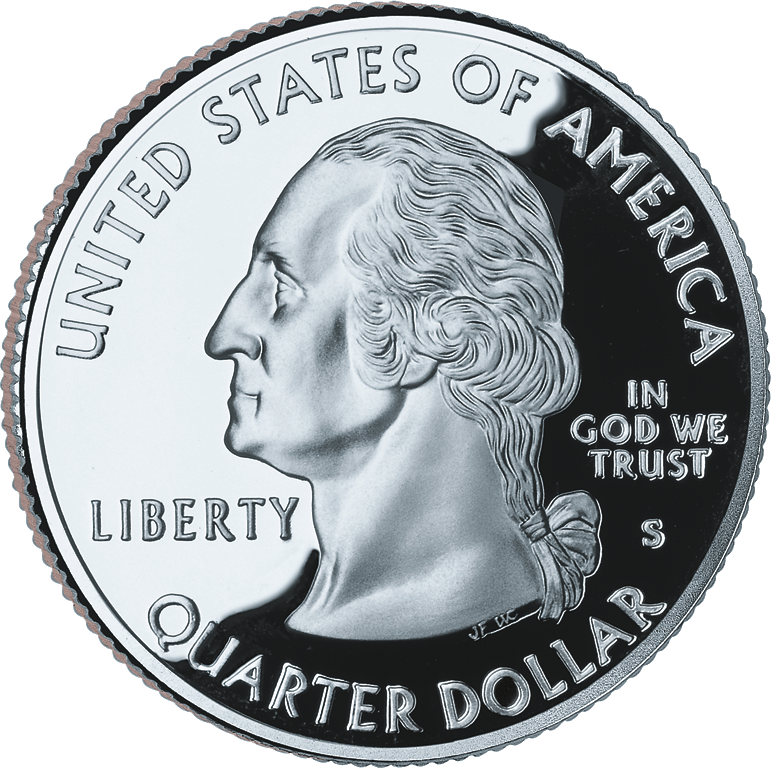
Wertseite der 25-Cent-Münze 1999–2009

Die Gedenkmünzenserie 50 State Quarters wurde ab 1999 von der US-amerikanischen Münzprägeanstalt United States Mint herausgegeben. Bis Ende 2008 wurden alle 50 US-Bundesstaaten auf der Bildseite der 25-Cent-Münze mit einem individuellen Design geehrt.
Ergänzend werden durch das District of Columbia and U.S. Territories-Programm sechs angeschlossene Gebiete dargestellt. Diese Münzen wurden im Laufe des Jahres 2009 herausgegeben.

## Das „50 State Quarters“-Programm
In zehnjähriger Laufzeit wurde für jeden der fünfzig Bundesstaaten ein eigener „Quarter“ herausgegeben. Die Bildseite bezieht sich immer auf den jeweiligen Bundesstaat und zeigt eine Persönlichkeit, eine Tradition, ein Ereignis oder ein typisches Symbol. Die Gestaltung stammt jeweils von einem Einwohner des Bundesstaates. Der ehemalige Wahlspruch der USA „E pluribus unum“ ist auf jeder Bildseite integriert.
Die immer gleiche Wertseite ist eine Variante des regulären Quarters, denn sie trägt die Worte „United States of America“, „Liberty“ und „In God we trust“, um auf der Bildseite den notwendigen Gestaltungsraum zu schaffen. Die Münzen werden in der gleichen Reihenfolge ausgegeben, wie die Bundesstaaten den USA beigetreten sind.
Aufgrund des großen Erfolges wurde 2007 beschlossen, auch für die an die USA angeschlossenen sechs Gebiete District of Columbia, Puerto Rico, Guam, Amerikanisch-Samoa, die Amerikanischen Jungferninseln und die Nördlichen Marianen jeweils eine Münze zu prägen. Diese Münzen wurden bis Ende 2009 herausgegeben. Ab 2010 erscheint eine neue Serie, die „America the Beautiful Quarters“.

## Übersicht

### Bundesstaaten (1999–2008)
| #  | Bundesstaat    | Ausgabedatum (Beitrittsdatum zur Union) | Auflage       | Design                 | Darstellung |
| -- | -------------- | --------------------------------------- | ------------- | ---------------------- | --- |
| 1  | Delaware       | 1. Jan. 1999 (7. Dezember 1787)         | 774.824.000   | Delaware Quarter       | Caesar Rodney reitend Beschriftung: „The First State“, „Caesar Rodney“ |
| 2  | Pennsylvania   | 8. März 1999 (12. Dezember 1787)        | 707.332.000   | Pennsylvania Quarter   | Commonwealth Statue, Umriss des Bundesstaates, Schlussstein Beschriftung: „Virtue, Liberty, Independence“                                                                                               |
| 3  | New Jersey     | 17. Mai 1999 (18. Dezember 1787)        | 662.228.000   | New Jersey Quarter     | George Washington überquert den Delaware River (nach einem Ölgemälde von Emanuel Leutze) Beschriftung: „Crossroads of the Revolution.“                                                                  |
| 4  | Georgia        | 19. Juli 1999 (2. Januar 1788)          | 939.932.000   | Georgia Quarter        | Pfirsich, Virginia-Eichenzweige, Umriss des Bundesstaates Beschriftung: „Wisdom, Justice, Moderation“                                                                                                   |
| 5  | Connecticut    | 12. Okt. 1999 (9. Januar 1788)          | 1.346.624.000 | Connecticut Quarter    | Charter Oak Beschriftung: „The Charter Oak“ |
| 6  | Massachusetts  | 3. Jan. 2000 (6. Februar 1788)          | 1.163.784.000 | Massachusetts Quarter  | Minutemanstatue, Umriss des Bundesstaates Beschriftung: „The Bay State“ |
| 7  | Maryland       | 13. März 2000 (28. April 1788)          | 1.234.732.000 | Maryland Quarter       | Dom des Maryland State House, Zweige der amerikanischen Weiß-Eiche Beschriftung: „The Old Line State“                                                                                                   |
| 8  | South Carolina | 22. Mai 2000 (23. Mai 1788)             | 1.308.784.000 | South Carolina Quarter | Sabal-Palme, Carolinazaunkönig, Carolina-Jasmin, Umriss des Bundesstaates Beschriftung: „The Palmetto State“                                                                                            |
| 9  | New Hampshire  | 7. Aug. 2000 (21. Juni 1788)            | 1.169.016.000 | New Hampshire Quarter  | The Old Man of the Mountain, neun Sterne Beschriftung: „Old Man of the Mountain“, „Live Free or Die“ |
| 10 | Virginia       | 16. Okt. 2000 (25. Juni 1788)           | 1.594.616.000 | Virginia Quarter       | Schiffe Susan Constant, Godspeed, Discovery Beschriftung: „Jamestown, 1607–2007“, „Quadricentennial“ |
| 11 | New York       | 2. Jan. 2001 (26. Juli 1788)            | 1.275.040.000 | New York Quarter       | Freiheitsstatue, elf Sterne, Umriss des Bundesstaates mit Darstellung des Hudson River und Eriekanals Beschriftung: „Gateway to Freedom“                                                                |
| 12 | North Carolina | 12. März 2001 (21. November 1789)       | 1.055.476.000 | North Carolina Quarter | Wright Flyer, Wilbur and Orville Wright Beschriftung: „First Flight“ |
| 13 | Rhode Island   | 21. Mai 2001 (29. Mai 1790)             | 870.100.000   | Rhode Island Quarter   | Altes Segelboot in der Narragansett Bay, Claiborne Pell Newport Bridge Beschriftung: „The Ocean State“                                                                                                  |
| 14 | Vermont        | 6. Aug. 2001 (4. März 1791)             | 882.804.000   | Vermont Quarter        | Ahornbäume mit Sirupeimern, Camel’s Hump Mountain Beschriftung: „Freedom and Unity“ |
| 15 | Kentucky       | 15. Okt. 2001 (1. Juni 1792)            | 723.564.000   | Kentucky Quarter       | Englisches Vollblut hinter einem Zaun, Federal Hill Villa Beschriftung: „My Old Kentucky Home“ |
| 16 | Tennessee      | 2. Jan. 2002 (1. Juni 1796)             | 648.068.000   | Tennessee Quarter      | Fiddle, Trompete, Gitarre, Notation, drei Sterne Banner mit Aufschrift: „Musical Heritage.“ |
| 17 | Ohio           | 18. März 2002 (1. März 1803)            | 632.032.000   | Ohio Quarter           | Wright Flyer, Raumanzug, Umriss des Bundesstaates Beschriftung: „Birthplace of Aviation Pioneers“ |
| 18 | Louisiana      | 30. Mai 2002 (30. April 1812)           | 764.204.000   | Louisiana Quarter      | Pelikan; Trompete mit Noten, Umriss des Louisiana Purchase auf der Karte der USA Beschriftung: „Louisiana Purchase“                                                                                     |
| 19 | Indiana        | 2. Aug. 2002 (11. Dezember 1816)        | 689.800.000   | Indiana Quarter        | IndyCar; Umriss des Bundesstaates, neunzehn Sterne Beschriftung: „Crossroads of America“ |
| 20 | Mississippi    | 15. Okt. 2002 (10. Dezember 1817)       | 579.600.000   | Mississippi Quarter    | Zwei Magnolienblüten Beschriftung: „The Magnolia State“ |
| 21 | Illinois       | 2. Jan. 2003 (3. Dezember 1818)         | 463.200.000   | Illinois Quarter       | Abraham Lincoln, Bauernhof, Chicagos Skyline, Umriss des Bundesstaates, einundzwanzig Sterne – elf auf der linken und zehn auf der rechten Seite Beschriftung: „Land of Lincoln“, „21st state/century.“ |
| 22 | Alabama        | 17. März 2003 (14. Dezember 1819)       | 457.400.000   | Alabama Quarter        | Helen Keller sitzend, Sumpfkieferzweig, Magnolienblüten Banner mit Aufschrift: „Spirit of Courage“ Beschriftung: „Helen Keller“ in Standardschrift und Brailleschrift.                                  |
| 23 | Maine          | 2. Juni 2003 (15. März 1820)            | 448.800.000   | Maine Quarter          | Pemaquid Point Light, Schoner |
| 24 | Missouri       | 4. Aug. 2003 (10. August 1821)          | 453.200.000   | Missouri Quarter       | Gateway Arch, Lewis und Clark auf dem Missouri Beschriftung: „Corps of Discovery 1804–2004.“ |
| 25 | Arkansas       | 20. Okt. 2003 (15. Juni 1836)           | 457.800.000   | Arkansas Quarter       | Diamant, Reis, fliegende Stockente |
| 26 | Michigan       | 26. Jan. 2004 (26. Januar 1837)         | 459.600.000   | Michigan Quarter       | Umriss des Bundesstaates, Umriss der Großen Seen Beschriftung: „Great Lakes State“ |
| 27 | Florida        | 29. März 2004 (3. März 1845)            | 481.800.000   | Florida Quarter        | Spanische Galeone, Sabalpalmen, Space Shuttle Beschriftung: „Gateway to Discovery“ |
| 28 | Texas          | 1. Juni 2004 (29. Dezember 1845)        | 541.800.000   | Texas Quarter          | Umriss des Bundesstaates, ein Stern, Seil Beschriftung: „The Lone Star State“ |
| 29 | Iowa           | 30. Aug. 2004 (28. Dezember 1846)       | 465.200.000   | Iowa Quarter           | Schulgebäude mit Lehrerin und Schülern beim Pflanzen eines Baumes, Beschriftung: „Foundation in Education“, „Grant Wood“                                                                                |
| 30 | Wisconsin      | 25. Okt. 2004 (29. Mai 1848)            | 453.200.000   | Wisconsin Quarter      | Kuhkopf, Käse, Maiskolben. Banner mit Aufschrift: „Forward“ |
| 31 | Kalifornien    | 31. Jan. 2005 (9. September 1850)       | 520.400.000   | Kalifornien Quarter    | John Muir, Kalifornienkondor, Half Dome und Mammutbaum Beschriftung: „John Muir“, „Yosemite Valley“ |
| 32 | Minnesota      | 4. Apr. 2005 (11. Mai 1858)             | 488.000.000   | Minnesota Quarter      | Eistaucher, Angler, Umriss des Bundesstaates mit Beschriftung: „Land of 10,000 Lakes“ |
| 33 | Oregon         | 6. Juni 2005 (14. Februar 1859)         | 720.200.000   | Oregon Quarter         | Crater-Lake-Nationalpark Beschriftung: „Crater Lake“ |
| 34 | Kansas         | 29. Aug. 2005 (29. Januar 1861)         | 563.400.000   | Kansas Quarter         | Amerikanischer Bison, Sonnenblume |
| 35 | West Virginia  | 14. Okt. 2005 (20. Juni 1863)           | 721.600.000   | West Virginia Quarter  | New River Gorge Bridge Beschriftung: „New River Gorge“ |
| 36 | Nevada         | 31. Jan. 2006 (31. Oktober 1864)        | 589.800.000   | Nevada Quarter         | Mustangs, Berge, Sonnenaufgang, Wüsten-Beifuß Banner mit Aufschrift: „The Silver State“ |
| 37 | Nebraska       | 3. Apr. 2006 (1. März 1867)             | 591.000.000   | Nebraska Quarter       | Chimney Rock, Planwagen Beschriftung: „Chimney Rock“ |
| 38 | Colorado       | 14. Juni 2006 (1. August 1876)          | 569.000.000   |                        | Longs Peak Banner mit Aufschrift: „Colorful Colorado“ |
| 39 | North Dakota   | 28. Aug. 2006 (2. November 1889)        | 664.800.000   | North Dakota Quater    | Bisons, Badlands |
| 40 | South Dakota   | 6. Sep. 2006 (2. November 1889)         | 510.800.000   | South Dakota Quater    | Mount Rushmore, Fasan, Weizenähre |
| 41 | Montana        | 29. Jan. 2007 (8. November 1889)        | 513.240.000   | Montana Quater         | Bisonschädel in der Mitte mit Bergen im Hintergrund. |
| 42 | Washington     | 11. Apr. 2007 (11. November 1889)       | 545.200.000   | Montana Quater         | Lachs aus dem Wasser auftauchend, Washington Rainier im Hintergrund |
| 43 | Idaho          | 5. Juni 2007 (3. Juli 1890)             | 581.400.000   |                        | Wanderfalke, Umriss des Bundesstaates Beschriftung: „Esto Perpetua“ |
| 44 | Wyoming        | 4. Sep. 2007 (10. Juli 1890)            | 320.800.000   | Wyoming Quater         | Umriss eines Cowboys auf einem Wildpferd Beschriftung: „The Equality State“ |
| 45 | Utah           | 5. Nov. 2007 (4. Januar 1896)           | 253.200.000   | Utah Quarter           | Letzter (goldener) Nagel zur Fertigstellung der ersten transkontinentalen Eisenbahnverbindung, zwei Dampflokomotiven Beschriftung: „Crossroads of the west“                                             |
| 46 | Oklahoma       | 17. Jan. 2008 (6. November 1907)        | 416.600.000   | Oklahoma Quarter       | Scherenschwanz-Königstyrann, Kurzlebige Kokardenblume |
| 47 | New Mexico     | 30. März 2008 (6. Januar 1912)          | 488.600.000   | New Mexico Quarter     | Umriss des Bundesstaates, Sonnensymbol der Zia Beschriftung: „Land of enchantment“ |
| 48 | Arizona        | 11. Juni 2008 (14. Februar 1912)        | 409.600.000   | Arizona Quarter        | Grand Canyon, Saguaro-Kaktus Beschriftung: „Grand Canyon State“ |
| 49 | Alaska         | 23. Aug. 2008 (3. Januar 1959)          | 505.800.000   | Alaska Quarter         | Grizzlybär mit Lachs und Polarstern Beschriftung: „The Great Land“ |
| 50 | Hawaii         | 4. Nov. 2008 (21. August 1959)          | 517.600.000   | Hawaii Quarter         | Statue Kamehamehas I. und Umriss des Bundesstaates Beschriftung: „Ua Mau ke Ea o ka ʻĀina i ka Pono“ |

### District of Columbia und Außengebiete (2009)
| Gebiet                       | Ausgabedatum  | Auflage     | Design                           | Darstellung |
| ---------------------------- | ------------- | ----------- | -------------------------------- | --- |
| District of Columbia         | 26. Jan. 2009 | 172.400.000 | District of Columbia quarter     | Duke Ellington, ein Piano Beschriftung: „Duke Ellington“, „Justice for All“                                                                       |
| Puerto Rico                  | 30. März 2009 | 139.000.000 | Puerto Rico quarter              | Blick aufs Meer von einem Scharwachtturm in der Altstadt von San Juan, Hibiskusblüte Beschriftung: „Isla del Encanto“                             |
| Guam                         | 26. Mai 2009  | 87.600.000  | Guam quarter                     | Umriss des Gebietes, eine Proa, ein Latte-Stein Beschriftung: „Guahan I Tanoʼ ManChamorro“                                                        |
| Amerikanisch-Samoa           | 27. Juli 2009 | 82.200.000  | American Samoa quarter           | Beschriftung: „Samoa Muamua Le Atua“ |
| Amerikanische Jungferninseln | 28. Sep. 2009 | 82.000.000  | US Virgin Islands quarter        | Umriss des Gebietes, Strand-Szene mit Gelben Trompetenblumen, Zuckervogel und Palmen (Coccothrinax alta) Beschriftung: „United in Pride and Hope“ |
| Nördliche Marianen           | 30. Nov. 2009 | 72.800.000  | Northern Mariana Islands quarter | Ein Latte-Stein, Kokospalmen, wilde Pflanzen, einheimische Vögel, ein Segelboot, Teibwo (pazifisches Basilikum)                                   |

## Übersichtskarte
|  |

| Farbe | Jahr | 1. Ausgabe           | 2. Ausgabe     | 3. Ausgabe     | 4. Ausgabe         | 5. Ausgabe                   | 6. Ausgabe         |
| ----- | ---- | -------------------- | -------------- | -------------- | ------------------ | ---------------------------- | ------------------ |
|       | 1999 | Delaware             | Pennsylvania   | New Jersey     | Georgia            | Connecticut                  | –                  |
|       | 2000 | Massachusetts        | Maryland       | South Carolina | New Hampshire      | Virginia                     | –                  |
|       | 2001 | New York             | North Carolina | Rhode Island   | Vermont            | Kentucky                     | –                  |
|       | 2002 | Tennessee            | Ohio           | Louisiana      | Indiana            | Mississippi                  | –                  |
|       | 2003 | Illinois             | Alabama        | Maine          | Missouri           | Arkansas                     | –                  |
|       | 2004 | Michigan             | Florida        | Texas          | Iowa               | Wisconsin                    | –                  |
|       | 2005 | Kalifornien          | Minnesota      | Oregon         | Kansas             | West Virginia                |                    |
|       | 2006 | Nevada               | Nebraska       | Colorado       | North Dakota       | South Dakota                 | –                  |
|       | 2007 | Montana              | Washington     | Idaho          | Wyoming            | Utah                         | –                  |
|       | 2008 | Oklahoma             | New Mexico     | Arizona        | Alaska             | Hawaii                       | –                  |
|       | 2009 | District of Columbia | Puerto Rico    | Guam           | Amerikanisch-Samoa | Amerikanische Jungferninseln | Nördliche Marianen |

## Sammlerwert
Die Münzen wurden nicht als potentiell wertvolle Sammlermünzen ausgegeben, vielmehr soll die Serie das Interesse an den Münzen der Vereinigten Staaten von Amerika bestärken, nachdem es in den letzten fünfzig Jahren nur kleinere Veränderungen am Erscheinungsbild gegeben hatte.
Die hohen Prägezahlen werden eine erhebliche Wertsteigerung nicht zulassen, einzig die Fehlprägungen des Wisconsin-Quarters sorgten für Aufsehen. Einige dieser Münzen zeigen neben dem Maiskolben eine halbkreisförmige Linie auf der linken Seite, die wie ein weiteres Blatt des Maiskolben wirkt. Es gibt zwei solche Varianten: entweder zeigt das zusätzliche „Blatt“ nach oben oder nach unten.
Andere Fehlprägungen sind nicht bekannt (Stand 2009).
Die Ausgabe als Silbermünze, „silver proof coinage“ genannt, hat einen hohen Sammlerwert und kann bei der US-Mint bestellt werden.

## Seigniorage
Seigniorage wird der Gewinn genannt, den die Notenbank oder der Staat durch Geldschöpfung erzielt. Da die Münzen aus dem State-Quarters-Programm gerne gesammelt werden, wurde bisher ein geschätzter Gewinn von ca. 4,6 Milliarden US-Dollar erzielt.

## Besonderheiten der Münzen
- Alabama. Dieser Quarter ist die erste Münze der Vereinigten Staaten von Amerika mit einer Prägung in Blindenschrift
- Connecticut. Der gezeigte Eichenbaum, Charter Oak genannt, stand vom 12. Jahrhundert oder 13. Jahrhundert an in Hartford, bis ein Sturm am 21. August 1856 diese Amerikanische Weiß-Eiche zu Fall brachte. Der Baum soll ungewöhnlich groß gewesen sein.
- Georgia. Der Georgia-Quarter zeigt einige Ungenauigkeiten im Umriss des Bundesstaates. So wurde das ungefähre Gebiet von Dade County, dem nordwestlichsten County in Georgia, ausgelassen, die Grenzlinie verläuft stattdessen etwa entlang der Grenze von Walker County.
- Indiana. Ähnlich dem Georgia-Quarter wurde auch auf dem Indiana-Quarter die nordwestlichste Spitze des Bundesstaats, ein Teil von Lake County, nicht berücksichtigt.
- Iowa. Für den Iowa-Quarter standen sehr unterschiedliche Designs zur Auswahl, zwei Entwürfe wurden kontrovers diskutiert:[5]

- Ein Entwurf zeigt die fünf Sullivan-Brüder aus Waterloo, die während des Zweiten Weltkriegs auf dem Kreuzer Juneau gedient haben und zusammen bei der Versenkung des Schiffs vor Guadalcanal ums Leben kamen.
- Das letztendlich gewählte Design basiert auf dem Gemälde Arbor Day von Grant Wood, für das Urheberrechtsfragen zu klären waren.

- Missouri. Paul Jackson, Gewinner des Designwettbewerbs für den Missouri-Quarter, reklamierte, dass die Graveure der US-Mint sein Design verschlechtert hätten. Nach Aussagen der US-Mint war es technisch nicht möglich, Jacksons Design umzusetzen.[7][8] Einer privaten Prägefirma gelang es jedoch, das Design zu prägen. Es wurde in diesem Zusammenhang von einem Monopol der US-Mint-Graveure gesprochen und davon, dass der eigentliche Wettbewerb zu einer Beratungsveranstaltung für mögliche Designs herabgesetzt worden sei.
- Nebraska. Einer der Finalisten des Wettbewerbs für den Nebraska-Quarter zeigt den Poncahäuptling Standing Bear (nicht zu verwechseln mit Luther Standing Bear). Standing Bear gewann 1879 einen Prozess vor einem United States District Court, bei dem er den noch heute in Menschenrechtsprozessen benutzten Satz „An Indian is a person“ („Ein Indianer ist ein Mensch“) prägte.
- Nevada. Der Nevada-Quarter weist diverse Fehler auf. Zum einen beschreibt der Designer des Quarters das Thema „Morning in Nevada“ als einen Sonnenaufgang hinter den Bergen der Sierra Nevada. Ein Sonnenaufgang kann aber nur von Kalifornien aus hinter diesen Bergen beobachtet werden. Das Motiv entstammt eher einer Szene aus der Basin and Range. Die Darstellung des Sagebrush (Wüsten-Beifuß) ist falsch, da die gezeigte Blüte zu einer anderen Pflanze gehört.
- New Hampshire. Das Vorbild für diesen Quarter, The Old Man of the Mountain, war eine besondere Gesteinsformation, die das Gesicht eines alten Manns zeigte. 2003 fiel diese Formation einem Erdrutsch zum Opfer.[9]
- South Dakota. Obwohl South Dakota den größten Anteil an indianischen Ureinwohnern hat, zeigt das Design des South Dakota Quarters nur Dinge, die in direktem Zusammenhang mit den europäischen Siedlern stehen:

- Mount Rushmore, einem Berg in den Black Hills, dieses Gebiet wird von den Lakota-Indianern als heilige Stätte betrachtet.
- Der Fasan ist eine aus Mittelasien stammende Spezies, die durch die europäischen Siedler nach Nordamerika eingeführt wurde.
- Gleiches gilt für den gezeigten Weizen, der große Gebiete des ehemaligen Graslands verdrängt hat.

- Mehrere Quarter zeigen Sterne im Design. Die Anzahl der Sterne auf den Quarters für New Hampshire, New York, Indiana und Illinois zeigen die Reihenfolge, in der die Staaten die Verfassung ratifiziert haben. Die drei Sterne im Tennessee-Quarter symbolisieren hingegen die drei großen Teile Tennessees: East Tennessee, Middle Tennessee und West Tennessee. Texas hat nur einen Stern im Quarterdesign, dieser repräsentiert den Lone Star State, wie Texas oft genannt wird.

### Englisch
- The 50 State Quarters Program of the United States Mint Official Website
- State Quarter Designs – inoffizielle Website
- statequarterguide.com
- Der Fluch der Quarters

### Deutsch
- Deutsches Münzenmagazin Online Juli/August 2004
- Deutsches Münzenmagazin Online Juli/August 2006